# Махони, Патрисия
Патрисия Элис Махони (англ. Patricia Alice Mahoney) — американский дипломат.

## Биография
Окончила Гарвардский университет в 1981 году со степенью бакалавра искусств. В 1988 году Махони получила степень магистра искусств в Гавайском университете. Махони также обучалась в Национальном военном колледже Вашингтона с 2008 по 2009 год, где получила степень магистра наук.
Владеет французским, тайским, непальским и лаосским языками.

### Карьера
- В 2001—2004 годах — политический и экономический руководитель посольства США в Катманду, Непал[2].
- В 2004—2006 годах — политический руководитель посольства США в Шри-Ланке[2].
- В 2009—2010 годах — заместитель директора Управления по делам Индии, Непала, Шри-Ланки и Бангладеш в Бюро по делам Южной и Центральной Азии Государственного департамента США[1][2].
- В 2010—2013 годах — заместитель главы дипмиссии США в Непале[2].
- В 2013—2016 годах — заместитель главы дипмиссии США в Уганде[1][2].
- В 2016—2018 годах — директор Управления материковой части Юго-Восточной Азии Государственного департамента США[2].

В сентябре 2018 года президент Дональд Трамп назначил Махони послом США в Бенине. Сенат утвердил её кандидатуру 2 января 2019 года. Она была приведена к присяге в качестве посла в Бенине 18 января 2019 года, и занимала данную должность до февраля 2022 года.
27 июля 2021 года президент Джо Байден назначил Махони новым послом США в Центральноафриканской Республике. 18 декабря 2021 года Сенат утвердил её кандидатуру. Она была приведена к присяге 23 марта 2022 года, и вручила свои верительные грамоты президенту Центральноафриканской Республики Фостену-Арканжу Туадере 8 апреля 2022 года.